# Sosoana
Sosoana ist ein osttimoresischer Ort im Suco Leolima (Verwaltungsamt Balibo, Gemeinde Bobonaro). Er liegt in einer Meereshöhe von 125 m im Südosten der Aldeia Raifatuk, am Westufer des Flusses Nunura. Führte hier früher die Überlandstraße von Batugade nach Maliana durch den Fluss weiter nach Osten zum Dorf Manu Aman, schwenkt sie heute in Sosoana nach Süden und führt zum Nachbarort Nunura, wo nun eine Brücke den gleichnamigen Fluss überquert. Westlich von Sosoana liegt die Siedlung Raifatukleten an der Straße.